# BWR運転訓練センター
株式会社BWR運転訓練センター（ビーダブリューアールうんてんくんれんセンター、略称・BTC）は、1971年4月、福島第一原子力発電所1号機の運転開始間もなく東京電力を中心とした電力会社、プラントメーカーの出資で設立された株式会社。沸騰水型軽水炉（BWR）運転員の熟練のために設けられた施設を新潟県に有している。英称はBWR Operator Training Centerだが、BTCが一般的呼称となっている。

## 年表
特記無き事項は主に。
- 1973年6月：BTC本館が開館
- 1973年7月：CAI（Computer Assisted Instruction system）設置
- 1974年1月：訓練生寮完成
- 1974年4月：訓練業務開始。最初のシミュレータは福島第一原子力発電所3号機の中央操作室を模擬して製作[6]。
- 1974年11月：本社を1F隣接地に移転
- 1979年10月：本館、寮の増築完成。この頃より年訓練実績が100名以上となる[7]。
- 1980年10月：プロセス計算機をTOSBAC7000モデル20よりモデル25にグレードアップ
- 1983年：2号シミュレータ運用開始、福島第二原子力発電所3号機（BWR-5改良標準型）をモデル[8]。
- 1990年：3号シミュレータ運用開始
- 1993年：新潟センター完成（訓練棟、寮）、4号シミュレータ運用開始。投資額50億円。柏崎刈羽原子力発電所4号機（BWR-5改良標準型）をモデルとする[9]。
- 1994年：5号シミュレータ運用開始、柏崎刈羽原子力発電所6号機（ABWR）をモデルとする[10]。
- 2011年3月：東北地方太平洋沖地震に伴う福島第一原子力発電所事故の発生に伴い、福島訓練センターが警戒区域に含まれ立入禁止となる。代替施設として中国電力の協力の元島根原子力発電所内に島根臨時センターを設置。

2007年度末までで、福島、新潟の両運転訓練センターにて教育を受けた者は17,363名、7,363チームになる。

## 沿革

### 背景
日本の原子力発電草創期であった1968年半ば、当時問題とされたのは深刻な技術者の不足である。この頃になると東京電力、関西電力が商業原子力発電所の建設に着手していたものの、九電力全体の火力発電技術者は約1万名に対して、原子力技術者は約200名、その大半が先述の2社の社員であった。一方、50万kW級の原子炉1機の運転に最低100名の技術者を要すると見積もられていたので、（地方の）電力会社の中には早期着工に諦めムードを感じている事業者もあった。このため、当初は電力事業者の自主性に任せていた通産省も1968年夏には翌69年度より養成のバックアップを行う方針に転換することを決め、既に日本原子力発電が東海発電所に併設していた東海研修所と二本立てで新たに共同出資により運転員の養成機関を設けたいという意向が各社で強まった。この当時は候補地として東京、大阪が挙げられている。
1969年2月には電気事業連合会原子力開発対策会議にて本件の検討を開始し、電力会社の中では比較的進展している東京電力、関西電力の技術者を中核に技術者交流を実施する案などが出された。
この間、東海研修所は電力各社にとって国内で限られた研修施設であったので、応募状況は盛況だったが、枠に限りがあるため各社の運転員養成のテンポへの不安材料は解消しなかった。『日刊工業新聞』（1969年6月20日）では、上記を纏め上げ、東京電力、関西電力が核となって東西に1ヶ所ずつ研修施設を設ける構想が報じられた。一方、ネックとなっていたのはシミュレータ設備一式の導入に約20億円の金額が必要となるため、どのようにして負担するかであった。

### 設立の経緯
大石博によれば従来、火力発電所の時代には、運転員の養成は実務訓練によっていたが、原子力発電を開発するに当たり、高度な技術システムであり、高度な工学知識の他運転技術への熟達を進めておくことにより異常事態への対処能力を涵養する必要性が認められ、シミュレータが使用されるようになり、後には火力発電においてもシミュレータが使われるようになったという。
日本の原子力発電草創期に運転員を養成する際問題となったのは、本格的な設備を備えた訓練センターが商業炉を輸入したアメリカのGE、WHといったメーカーにしかないことだった。このため、各電力会社は運転員をアメリカに長期間派遣したが、商業炉が続々建設され運転要員の需要が増大するにつれ、下記のような問題点を生じた。
- 海外派遣に伴う訓練費用が嵩む[18]
- 外国メーカーへの訓練依存の問題[18]
- テキスト、講義が英語のため、言語ギャップが訓練生に負担となる[19]

また、日本国内の日本原子力研究所、日本原子力発電東海研修所の場合、教育内容が理論寄りに偏重し運転実務の訓練は不十分と評されていた。
このため、アメリカと同レベルのシミュレータを整備することによって訓練効果を上昇させ、経費の節減を図ることとなり、1970年、電気事業連合会にて国内での養成機関設立を具体化することが決定された。その結果、PWRは三菱重工が主体に福井県敦賀に原子力発電訓練センターを設立し、BWRはBWR運転訓練センターの設立となったのである。設置する機器は当初一部輸入品を使用することも検討されたが、1971年2月、東芝がGEとシミュレータに関して2年間の技術導入契約を結び、完全国産化の方針に決定した。
1970年代当時、シミュレータは航空機用のものが知られていた程度であったが、当時BWR運転訓練センターの塩官廣海はシミュレータ導入のメリットを次のように指摘している。
1. 技術習得に要する時間を短縮
2. 実物での訓練が危険、あるいは不可能でも訓練が可能
3. 実物での訓練より経済的

『電気新聞』によれば、訓練体系のベースは1970年代前半まで続けられたアメリカでの訓練をベースとして、後に徐々に改良されていった。

### 草創期の訓練概要
この訓練施設には本物の発電所と同様の中央制御盤が設置され、過酷事故を模擬したシミュレータが設置されているほか、BWR運転操作のための講義なども実施される。目的に応じて訓練コースは幾つか準備されている。1981年当時の事例によれば次のようになる。
なお特記の無い限り、当時の訓練時間は『経営コンサルタント』1981年4月号による。
標準訓練コース
受講資格は日本原子力発電の基礎研修Aコースの修了と同等以上知識および発電所における現場経験が必要。1組の訓練人員8名。目的は運転員としての基本習得にある。シミュレータ訓練では8名は4名2チームに分けられ、1チームが訓練を行っている間、残りの1チームは発電設備の見学や補習に従事する。中央制御室はプラント2機に1室設備されることが多いが、4人はプラント1機分の人員配置とほぼ等しく、1名が運転責任者役を務め、残り3名はそれぞれ原子炉、タービン発電機、原子炉補機の運転担当役となる。4名は順番に役目を交替し、同一場面の訓練を4つの異なる立場から経験することになる。128時間の内前半は通常の起動、停止操作訓練に使い、後半は事故時の操作訓練に充てる。
- シミュレータ：128時間
- 講義：188時間
- 見学：48時間
- 演習その他：74時間
- 試験：42時間

短期基本コース
標準訓練コースを短縮し、シミュレータ中心に構成、短期間で運転員の養成を実施する。1組の訓練人員は4名。
- シミュレータ：80時間
- 講義：30時間
- その他：2時間
- 試験：8時間

再訓練コース
運転操作技術の維持・向上を目的とする。1組の訓練人員は4名。
- シミュレータ：40時間
- 講義：16時間
- 試験：8時間

ファミリー研修コース
当直長以下パトロール要員まで含めたファミリー（発電直）チームワークの向上を目的とし、直（一般社会で言う当直）人員揃って参加する。したがって当直長から補機操作員まで1班が揃って参加する。勤務の余暇を利用しているため、訓練単位は1日である。
特別訓練コース
上記の他特定の目的のためにのみ設けられる。訓練内容は事前に打ち合わせを実施する場合もある。一例として運転当直責任者を対象とした事故訓練などがある。
1986年の『電気新聞』の取材記事によると、1969年にGEに派遣された運転員17名のキャップを務めた吉岡三哉（取材時東電工業福島第二原子力事業所長）は「約6ヶ月間、マンツーマンで原子力発電の運転に関し、ピンからキリまでこと細かく頭に叩き込まれた。それも全部英語で。」と回顧している。これに対して、1986年のBWR運転訓練センターでは訓練生4名に教官2名で指導する体制（なおNTCでは訓練生3名に教官1名）であった。なおインストラクターは1986年当時25名、センター生え抜きのプロパーと電力会社、メーカーからの出向社員にて構成される。
ファミリー、特別訓練コース以外のコースでは修了時に筆記、口頭、運転操作の各試験を課し、試験結果は各派遣元に送られ、派遣元での教育指導に役立てられるように配慮している。なお、『原子力の周辺』ではメーカーでシステム設計を担当している者が「実際に運用する人たちの立場で設計の仕事をすすめ」るために派遣されてきている事例も紹介されている。

### 1990年代以降の状況
『電気学会誌』によると、新潟訓練センタを利用する柏崎刈羽原子力発電所の発電直の場合、操作員は当直長をチーフに当直副長1名（当直長を補佐し、当直長が外部連絡などに対応している状況によっては運転指揮も行う）、各号機の担当主任が1名ずつ、各号機の主機操作員が1名ずつ、副主任1名、補機操作員3名の計10名で1つの班を構成している。各班は8日間のサイクルを3～4回実施後、日勤1週間、訓練1週間のサイクルでローテーションしている。
1990年代後半には訓練コースも名称が変化しており、実務経験に応じて、養成訓練コース、技能維持向上のための訓練コース（再訓練コースのこと。主任、副主任、オペレータが対象）、監督者のための訓練コースに分かれていた。この内、監督者のための訓練コースは上級者コースとも呼ばれ、当直長、当直副長を対象とし、監督者として必要な状況判断力、指揮能力の養成を目的とし、期間は6日間である。
2002年には原子力発電所運転員の教育・訓練指針（JEAG 4802）が改訂され、下記の点が明記されたという。
1. SAT（Systematic Approach to Training）プロセスに基づき訓練プログラムを策定
2. 運転員が具備すべき技術レベルや教育訓練内容を具体的に例示
3. 運転責任者に係わる基準に適合する者を選別するための判定方法、シミュレータの仕様を文章化

2011年時点でも訓練カリキュラムは「原子力発電所運転員の教育、訓練指針「JEAG（日本電気協会指針）4802」に基づき組み上げられ、訓練受講者のキャリアに応じて体系化されている。

## 技術的特徴
『日本原子力学会誌』2002年11月号ではBWR運転訓練センターで使用されているようなフルスコープシミュレータの訓練機能を次のように分類している。
1. 机上で習得した運転監視，状況判断，操作に関する知識の適用を含む運転実技訓練
2. 微小徴候の判別，プラント全体の状況判断とそれに基づく決断能力の養成訓練
3. リーダーシップ，コミュニケーション，チーム構成員の連携などの，いわゆるチームワーク技能の強化訓練
4. フリーズ機能，バックトラック機能，リプレイ機能を使った重点の強調と難度の高い内容の反復訓練

これらのシミュレータによる評価結果はレーダーチャート等でチーム訓練によるバランス状態を明示するといった方法で受講者に伝えられ、弱点の明確化と矯正に役立てている。

## 実際の原子力事故との係わり
- 塩官廣海によると、スリーマイル島原子力発電所事故ではヒューマンエラーが一因となったため、事故以降電力各社の要請により5日間の特別事故訓練コースを設定し、当直長クラスを対象に事故対応訓練の他、保安規程、運転管理基準、安全解析等の学習・討論を行うようにしたという[6]。また、『電気新聞』の取材によると訓練メニューを見直し、個人の技能向上の他チームプレイを重視するようになったという。ファミリー研修も重視され、それまで年1～2回受講するのが通例だったものを、東京電力はチェルノブイリ原子力発電所事故の直前、1986年より年3回受講させることを決定していた。この頃は年2回電力会社、メーカーを交えて経営会議を開いて訓練方法について検討していたが、通産省も含めて関係者の一致した重視点は再訓練となっており、中でも異常時、緊急時対応訓練の時間を増やし、臨場感を持たせる工夫を行っている[7]。

- 1986年に発生したチェルノブイリ原子力発電所事故の後、『チェルノブイリ事故は日本でも起きるか』という広報ビデオが撮影され、近藤駿介と宮崎総子が司会を務めながら、BWR運転訓練センターでの訓練風景を撮影している。ビデオのコンセプトは「機械は故障するもの」という前提で多層防護を分かりやすく説明する内容であったが、撮影スタッフ一行を前に実演した事故訓練について近藤は「重要な検出器が二系統とも動作したという想定事故ですが・・・二系統が同時に、なんてまず起こりえませんねえ」とコメントしている[32]。また事故後にソ連崩壊を経て、宮沢喜一は首相時代にロシアに対して原子力発電所の安全性向上のための支援を約束、日露政府間協定に基づき、1993年から1997年まで実施された。その一環としてシミュレータを1台製作して提供することと、教育訓練プログラムの改善が含まれており、後者には電力各社の他NTCやBWR運転訓練センターが参加し、日本で培われた教育プログラムのノウハウによって養成訓練、能力維持訓練、特別安全コース等の改善が行われた[27]。

- 福島第一原子力発電所事故から7ヶ月後に計測自動制御学会にて発表した共同研究では「今後さらに質の高い訓練を提供するために新たなシナリオを追加するには、無原則に訓練内容を増やすことは非合理的」として有限の時間内で効率的にシナリオ選択を行うように提言している[33]。なお、この東北大学とBWR運転訓練センターが行った研究は、従来のインストラクタによる評価を主観的と位置付けし、訓練時のログデータを主成分分析することなどにより客観的に評価する手法を開発したもので、先行研究で実務レベルで利用可能な評価システムを開発したBWR-5型に続き、ABWRでの評価手法を研究している[34]。

## 電力会社の利用状況
BWR運転訓練センターが保有する訓練施設は実際の施設の再現規模の観点からはフルスコープと呼ばれる大規模な内容であり、日本の原子力発電草創期にはBWRを導入した日本の電力会社はここに運転人員を定期的に派遣するのが通例であった。しかし、自前で訓練施設を持つ動きも本格化し、一例として中部電力は30億円の費用を投じ、浜岡原子力発電所構内に1993年4月、3、4号機用の訓練用シミュレータを建設している。1998年には1、2号機用の訓練用シミュレータも設置し、BWR運転訓練センターでの訓練から順次振替を実施していた。同様の施設として東北電力も女川原子力発電所2号機の運転開始に伴い運転関係技術者を50名程増員することとなった際、同様のシミュレータを導入している。

## その他
創設当時売りの一つであったのがCAI（Computer Assisted Instruction）システムだった。これはコンピュータを使ったE-ラーニング的な個人学習システムのはしりで、まず画面上に学習内容が提示され、学習者が理解した後理解度テストに移行、正解なら次の学習内容、不正解の場合は再学習のステップに移行するようになっていた。当初の目的はインストラクターの代替だったが、実際に使用した結果では（少なくとも当時のシステム水準では）代替は実現不可能で、人間の先生には出来ないような機能を付与する方向での改善が模索されている。